# Enispe verbanus
Enispe verbanus är en fjärilsart som beskrevs av Hans Fruhstorfer 1911. Enispe verbanus ingår i släktet Enispe och familjen praktfjärilar. Inga underarter finns listade i Catalogue of Life.